# سیارک ۱۹۹۸۲
سیارک ۱۹۹۸۲ (به انگلیسی: 19982 Barbaradoore، نامگذاری:1990BJ) نوزده هزار و نهصد و هشتاد و دومین سیارک کشف شده‌است که در ۲۲ ژانویه ۱۹۹۰ کشف شد.